# Edwin Frederick O'Brien
Edwin Frederick O'Brien (New York, 8 april 1939) is een Amerikaans aartsbisschop en een kardinaal van de Rooms-Katholieke Kerk.
O'Brien werd geboren in The Bronx. Op 20-jarige leeftijd ging hij naar het seminarie, waar hij onder andere een MA-graad behaalde. Na zijn wijding tot priester op 29 mei 1965 nam hij als aalmoezenier (met de rang van kapitein) dienst in het Amerikaanse leger. O'Brien werd diverse malen uitgezonden, onder andere naar Vietnam.
Begin jaren 70 werd O'Brien naar Rome gezonden voor een studieopdracht theologie. In 1976 behaalde hij zijn doctoraat aan het Angelicum. Na zijn terugkeer in de Verenigde Staten werd hij vice-kanselier van het aartsbisdom New York en pastor in de St. Patrick Cathedral. Daarna diende hij enkele jaren als privé-secretaris van kardinaal John O'Connor.
In 1986 werd O'Brien verheven tot ereprelaat van Zijne Heiligheid. Hij diende als rector van de St. Joseph's Seminary in Yonkers (1985-1989), van de Noord-Amerikaanse College in Rome van (1990-1994) en wederom van het St. Joseph's van (1994-1997).
Op 6 februari 1996 werd O'Brien benoemd tot hulpbisschop van New York en tot titulair bisschop van Thizica; zijn  bisschopswijding vond plaats op 26 maart 1996 gewijd. Op 7 april 1997 werd O'Brien aartsbisschop-coadjutor van het Amerikaans militair ordinariaat; hij werd tevens bevorderd tot titulair aartsbisschop van Thizica. Na het emeritaat van Joseph Thomas Dimino volgde O'Brien hem op 12 augustus 1997 op als aartsbisschop van het ordinariaat. Op 12 juli 2007 werd hij benoemd tot aartsbisschop van Baltimore.
Op 29 augustus 2011 werd O'Brien benoemd tot grootmeester van de Orde van het Heilig Graf. Tot 20 maart 2012 fungeerde hij tevens als apostolisch administrator van Baltimore, waarna hij als aartsbisschop werd opgevolgd door William Edward Lori.
O'Brien werd tijden het consistorie van 18 februari 2012 kardinaal gecreëerd. Hij kreeg de rang van kardinaal-diaken. Zijn titeldiakonie werd de San Sebastiano al Palatino. Hij nam deel aan het conclaaf van 2013.
Op 8 april 2019 verloor O'Brien - in verband met het bereiken van de 80-jarige leeftijd - het recht om deel te nemen aan een toekomstig conclaaf.
O'Brien ging op 8 december 2019 met emeritaat.
Op 4 maart 2022 werd O'Brien bevorderd tot kardinaal-priester. Zijn titeldiakonie werd tevens zijn titelkerk pro hac vice.
- International Standard Name Identifier: 0000 0000 6246 8689
- Nederlandse Thesaurus van Auteursnamen: 148477585
- SNAC: w6v859g7
- Virtual International Authority File: 89225964
- WorldCat: E39PBJj4ycHcYCrPc93CPDgqcP